# Tiolaza
Tiolaze (acetil-koenzim A acetiltransferaze, ACAT) su enzimi koji konvertuju dve jedinice acetil-KoA u acetoacetil KoA u mevalonatnom putu.
Tiolaze u sveprisutni enzimi koji imaju ključne uloge u mnogim vitalnim biohemijskim putevima, uključujući put beta oksidacione degradacije masnih kiselina i razne biosintetičke puteve. Članovi tiolazne familije se mogu podeliti u dve široke kategorije: degradacione tiolaze (EC 2.3.1.16) i biosintetičke tiolaze (EC 2.3.1.9). Ova dva tipa tiolaza su prisutna kod eukariota i prokariota: acetoacetil-KoA tiolaza (EC:2.3.1.9) i 3-ketoacil-KoA tiolaza (EC:2.3.1.16). 3-Ketoacil-KoA tiolaza (tiolaza I) ima široku specifičnost u pogledu dužine lanca supstrata i učestvuje u degradativnim putemvima poput beta-oksidacije masnih kiselina. Acetoacetil-KoA tiolaza (tiolaza II) je specifična za tiolizu acetoacetil-KoA i učestvuje u biosintetičim putevima kao što je sinteza poli beta-hidroksibutirne kiseline ili steroidne biogeneze.
Formiranje ugljenik-ugljenik veze je ključni korak u biosintetičkim putevima kojima nastaju masne kiseline i poliketidi. Tiolazna superfamilija enzima katalizuje formiranje ugljenik–ugljenik veze reakcionim mehanizmom Klajzenove kondenzacije zavisne od tioestara.

## Literatura
- Nicholas C. Price; Lewis Stevens (1999). Fundamentals of Enzymology: The Cell and Molecular Biology of Catalytic Proteins (Third изд.). USA: Oxford University Press. ISBN 019850229X.
- Eric J. Toone (2006). Advances in Enzymology and Related Areas of Molecular Biology, Protein Evolution (Volume 75 изд.). Wiley-Interscience. ISBN 0471205036.
- Branden C; Tooze J. Introduction to Protein Structure. New York, NY: Garland Publishing. ISBN 0-8153-2305-0.
- Irwin H. Segel. Enzyme Kinetics: Behavior and Analysis of Rapid Equilibrium and Steady-State Enzyme Systems (Book 44 изд.). Wiley Classics Library. ISBN 0471303097.
- William P. Jencks (1987). Catalysis in Chemistry and Enzymology. Dover Publications. ISBN 0486654605.

## Spoljašnje veze
- Acetyl-CoA+C-Acetyltransferase на 